# Еліс Томас
Еліс Томас (англ. Alys Thomas, 10 жовтня 1990) — британська спортсменка.
Призерка Чемпіонату Європи з водних видів спорту 2018 року.
Переможниця Ігор Співдружності 2018 року.